# ムンシー・プレームチャンド

ムンシー・プレームチャンド

ムンシー・プレームチャンド（Munshi Premchand、1880年7月31日 - 1936年10月8日）は近代ヒンディー語・ウルドゥー語のインド文学を代表する小説家・脚本家。

## 経歴
筆名プレームチャンド（英：Premchand、ヒンディー：प्रेमचंद、ウルドゥー語: پریمچند,）こと本名ダンパト・ラーイ・シュリーヴァースタヴ（Dhanpat Rai Srivastava, धनपत राय श्रीवास्तव）は、英領インドのワーラーナシーに近いラムヒー（लमही）村で郵便局員の息子として生まれた。7歳の時に母が、続いて14歳の時に父が死去、継母と継兄弟たちの元に身を寄せた。1895年、15歳の時に最初の結婚をしたが、まもなく破綻した。
若い頃は大変貧乏であった。弁護士の子弟に勉強を教えることで月5ルピーの収入を得ていた。大変な苦労をして入学試験に受かり、教職に就く事で月給18ルピーとなった。後に彼はUnited Provinces of Agra and Oudhの学校の副調査官代理に就いた。
最初プレームチャンドはウルドゥー語にて「ナワーブラーイ」Nawabraiの筆名で執筆していた。
1909年、イギリス領インド帝国政府は彼の短編集Soz-e-Watan (Dirge of the Nation)を扇動的とみなし、発禁処分としてその写しを燃やした。選集の最初の話Duniya ka Sabse Anmol Ratan (The Most Precious Jewel in the World)は彼曰く「国の自由の元へと落ちた最後の血の雫」であった。以後、彼はPremchandという筆名で執筆するようになった。
プレームチャンドは、ファンタジーや宗教作品が主であったヒンディー文学にリアリズムを持ち込んだ。彼は300を越える物語、12の小説と2つの戯曲を書いた。編集された物語は『マーンサローヴァル』Maansarovarとして出版された。
1921年、彼はマハトマ・ガンディーの招待を受けて公務員を辞め、文芸雑誌『ハンス』（Hans：「白鳥」）を立ち上げ、続いて政治ジャーナル『ジャーガラン』（Jagaran：「覚醒」）の編集者となった。また、一時期ボンベイ映画界のスクリプトライターをしていた。
プレームチャンドの最初の結婚は完全に失敗に終った、二度目には当時インドでタブーとされていた子連れの未亡人シヴラーニー・デーヴィーと結婚した。3人の子供（シュリーパト・ラーイ、アムリト・ラーイ、カムラー・デーヴィー・シュリーヴァースタヴ）を設けた。

## 功績
1980年7月31日、インド郵政はプレームチャンドの生誕100周年を記念して30パイサの記念切手を発行した。また、2016年7月31日には、Googleが彼の136回目の誕生日を記念してGoogle Doodleを公開した。
プレームチャンドの生家は修復され、ウッタル・プラデーシュ州文化局の後援のもと、ラムヒ村にプレームチャンド記念学習・創作センター（Munshi Prem Chandra Memorial Research Institute and Study Centre）が設立されている。さらに、西ベンガル州シリグリには、2008年にムンシー・プレームチャンド記念大学（Munshi Premchand Mahavidyalaya）が設立された。

## 作品

### 主な物語
- Panch Parameshvar (पंच परमेश्वर پنچ پرمیشور)
- Idgah (ईदगाह عیدگاہ)
- Nashaa (नशा نشا)
- Shatranj ke khiladi (शतरंज के खिलाड़ी شترنج کے کھلاڈی) チェスをする人(The chess players)
- Poos ki raat (पूस की रात پُوس کی رات)
- Atmaram (आत्माराम آتمارام)
- Boodhi Kaki (बूढ़ी काकी بُوڈھی کاکی) (The Old Aunt)
- Bade Bhaisahab (बड़े भाईसाब بڈے بھائیساب) (The big brother)
- Bade ghar ki beti (बड़े घर की बेटी بڈے گھر کی بیٹی) (The girl of an affluent family)
- Kafan (कफ़न کفن) (Shroud)
- Dikri Ke Rupai (दिक्रि के रुपये دِکرِ کے رُپے)
- Udhar Ki Ghadi (उधार की घड़ी اُدھار کی گھڈی)
- Namak Ka Daroga (नमक का दरोगा نمک کا دروگا)

### 小説
- Gaban (गबन)
- Sevasadan (सेवासदन) / Bazar-e Husn (بازار حسن)
- Godaan (गोदान) ゴーダーン
- Karmabhoomi (कर्मभूमी)
- Kaayakalp (कायाकल्प)
- Manorma (मनोरमा)
- Mangalsootra (मंगलसूत्र), incomplete
- Nirmala (निर्मला)
- Pratigya (प्रतिज्ञा)
- Premashram (प्रेमाश्रम)
- Rangbhoomi (रंगभूमी)
- Vardaan (वरदान)

### 映画およびテレビドラマ
- Sadgati (1981) (TV)
- Shatranj Ke Khilari (1977)
- Godhuli (1977)
- Oka Oori Katha (1977)
- Gaban (1966)
- Godaan (1963)
- Seva Sadan (1938) (based on the novel Bazaar-e-Husn)
- Mazdoor (1934)
- Nirmala (TV Series, 1980s)

## 関連文献
- 粟屋利江, 太田信宏, 水野善文（編）「言語別南アジア文学ガイドブック」、東京外国語大学拠点南アジア研究センター、2021年3月、ISBN 9784907877231、NCID BC06489160、2022年9月3日閲覧。